# Chris Cariaso
Christopher Vincent Cariaso, född 27 maj 1981, är en amerikansk före detta MMA-utövare som bland annat tävlade i Ultimate Fighting Championship, WEC och Strikeforce.